# Улица Ломбард (Сан Франциско)
Улица Ломбард (енг. Lombard Street) је једна од најпознатијих улица у Сан Франциску (Калифорнија). Широм света прославила се као улица која има највише кривина на најмањем размаку у свету Пружа се правцем исток–запад и позната је по стрмој, непрекидној деоници са осам оштрих кривина. Протеже се од парка Президио (Presidio) на западу до пристаништа Ембаркадеро (Embarcadero ), са прекидом на брду Телеграф Хил (Telegraph Hill). Главни (западни) део улице је на траси магистралног Пута 101 (U.S. Route 101).
Чувена деоница, за коју се тврди да је "најкривудавија улица у свету", налази се на источном делу трасе, у околини Руског Брда (Russian Hill ), између улица Хајд (Hyde Street) и Левенворт (Leavenworth Street). Улица Ломбард је главна туристичка атракција Сан франциска. Према подацима из 2015. године, овом улицом годишње прође око 2 милиона људи, а током летњих викенда забележено је и до 17.000 посетилаца дневно.
Улица Ломбард је добила име у част истоимене улице у Филаделфији, на предлог геометра Џаспера О'Фарела. Позната је и под називом Изломљена улица (Crooked Street).

## Историја
Деоница Улице Ломбард између улица Хајд и Левенворт у почетку је била права, калдрмисана улица са нагибом од 27%. Двадесетих година 20. века становници ове улице почели су да купују аутомобиле, али је овај нагиб био сувише стрм, да би се њима довезли до својих кућа. За идеју идеју кривудаве улице заслужан је Карл Хенри (Carl Henry), Бизнисмен, који је поседовао половину парцела у улици и земљиште око ње. Он је изградио базен са љиљанима и ружичњаке. Намера му је била да своју земљу поклони граду као парк, али после његове смрти његова удовица је продала имовину како би отплатила дугове.
Како је ова деоница улице била неприступачна возилима, вредност некретнина била је нижа него у суседним улицама, па су се становници обратили градском инжењеру Клајду Хилију (Clyde Healy), који је пројектовао нову трасу улице.
Када је 1922. године изграђена, терен је терасиран и пројектоване су серпентине, а нагиб ове стрме деонице дужине око 180 м (око 125 м праволинијски, од врха до подножја) смањен је на 16%. У почетку, улица је била двосмерна и поплочана циглом. Ова деоница састоји се од осам оштрих кривина и око 250 степеница са сваке стране. 
Договор је био да ће град инвестирати у изградњу улице, а становници у изградњу степеница и одржавање околног зеленила. Када је улица реконструисана, возила су могла да савладају успон, па је самим тим и вредност некретнина у њој порасла. Данас се у овој улици налазе неки од најскупљих станова у Сан Франциску. Од настанка улице околно зеленило представљало је проблем. Суседи су се препирали око засада, а многи нису желели да плате за одржавање. Један од становника Улице Ломбард тада је био и бизнисмен Питер беркут (Peter Bercut), поред осталог и тадашњи комесар за паркове и рекреацију (по њему је један део Голден Гејт парка добио назив "Беркутово поље једнакости"). Он је једног јутра, пре зоре, унајмио булдожер да ископа све биљке и на њихово место почео је да сади цвеће. Међутим, цветњаци нису могли да спрече ерозију земљишта, па је одлучио да уместо цветница формира засаде хортензија Ватромет боја у време цветања хортензија одмах је запажен у суседству, али улица постала туристичка атракција тек када је, 50-их година 20. века, објављена фотографија овако "расцветале" улице.
Године 1939. улица је регулисана као једносмерна, у смеру од врха према подножју. Знак на врху улице препоручује брзину вожње од 8 km/h, а паркирање је забрањено.

## Опис трасе
Улица Ломбард на западу почиње од Булевара Президио, унутар истоименог парка (некада утврђења америчке војске). На излазу из парка иде на исток, као једна од градских жила-куцавица и део магистралног Пута 101 (U.S. Route 101). На брду Телеграф Хил улица скреће на југ и постаје Телеграф Хил Булевар до Пионирског парка и Коит куле, а затим се поново наставља као Улица ломбард до пристаништа Ембаркадеро, као једна од већих градских улица.

## Улица Ломбард као туристичка атракција
Улица Ломбард је светски позната управо због најстрмије деонице, између улица Хајд и Левенворт, на којој се налази осам оштрих кривина којима је савладана ова веома стрма падина. Управо ова деоница је Улици Ломбард донела титулу "најкривудавије улице у свету". Постала је туристичка атракција када је, 50-их година 20. века, објављена фотографија која приказује хортензије у цвату. Године 1961. фотографија је штампана као разгледница и убрзо се њом возило хиљаде туриста.
Низ Улицу Ломбарт спусти се током једног сата 250, а лети, у јеку туристичке сезоне, чак 350 аутомобила. Према подацима из 1999. године, дневно је овом улицом пролазило 1.560 возила, док је 2013. тај број достигао 1.560, а наредне године 3.723. Усред саобраћајног шпица возила у дугој колони чекају и до 20 минута, како би ушла на ову деоницу Улице Ломбард. Број пешака је далеко већи и током викенда достиже око 10.000. Неки туристи чак траже да користе тоалете становника. Неколико пута (1970, 1977. и 1987. године) градским властима достављене су петиције за забрану проласка свима осим становницима улице, али је сваки пут одлучено да за то не постоји разлог. Ипак, 1980. године забрањен је саобраћај за туристичке аутобусе. До врха овог кривудавог сегмента, на углу улица Хајд и Ломбард, вози жичара. Године 2014. чак је реализован и пилот-пројекат затварања овог дела улице током 4 летња викенда, који је обухватао и Дан независности (4. јул), у периоду од 12.00 до 19.00 сати, за све пролазнике осим житеља улице.

## Занимљивости
Улица Ломбард постала је незаобилазан део сценографије многих филмова, ТВ серија и видео-игара, а добила је и заслужено место у Гинисовој књизи рекорда.

## Галерија
- Саобраћајна гужва у Улици Ломбард
- Саобраћајни знак на врху улице препоручује максималну брзину од 5 миља, односно 8 km на сат, а саобраћај за велика возила је забрањен
- Поглед низ улицу
- Улица Ломбард у време цветања хортензија